# Muang Champhon
Muang Champhon är ett distrikt i Laos.   Det ligger i provinsen Savannakhet, i den södra delen av landet, 300 km sydost om huvudstaden Vientiane.